# Дебрецени, Пол
Пол Дебрецени (англ. Paul Debreczeny, собственно Пал Дебрецени, венг. Debreczeny Pál; 16 февраля 1932, Будапешт — 18 марта 2008, Чапел-Хилл (Северная Каролина)) — американский литературовед-русист венгерского происхождения.
Окончил Будапештский университет. После Венгерских событий 1956 года эмигрировал в Великобританию, защитил докторскую диссертацию в Лондонском университете.
С 1960 года жил и работал в США. Стал первым руководителем кафедры русской литературы в Тулейнском университете. В 1967—1999 гг. профессор русской литературы в Университете Северной Каролины в Чапел-Хилле, в 1974—1979 гг. заведовал отделением славянских языков и литератур, с 1991 г. первый руководитель Центра славянских, евразийских и восточноевропейских исследований.
Получил наибольшую известность как исследователь прозы А. С. Пушкина, основной труд — монография «Другой Пушкин» (англ. The Other Pushkin: A Study of Alexander Pushkin's
Prose Fiction), опубликованная в 1983 году издательством Стэнфордского университета и переизданная в 1995 году в переводе на русский язык издательством «Новое литературное обозрение» под названием «Блудная дочь: Анализ художественной прозы Пушкина». Наряду с собственно литературоведческими исследованиями занимался социологией литературы, опубликовав исследование «Социальные функции литературы: Александр Пушкин и русская культура» (англ. Social Functions of Literature: Alexander Pushkin and Russian Culture; 1997).
Автор ряда статей о других русских писателях, среди которых выделяется работа «Импрессионизм у Чехова в „Доме с мезонином“» (англ. Chekhov's Use of Impressionism in The House with the Mansard). Занимался также творчеством Исаака Левитана.